# ビクトル・ルイス
ビクトル・ルイス・トーレ（Víctor Ruiz Torre、1989年1月25日 - ）は、スペイン・カタルーニャ州バルセロナ県アスプルガズ・ダ・リュブラガート出身のサッカー選手。RCDエスパニョール所属。ポジションはDF。

## 経歴

### クラブ
1998年にFCバルセロナの下部組織に入団。しかしバルセロナではポテンシャルを発揮できず、12歳だった2002年に退団を余儀なくされている。本人いわく「バルセロナをクビになった」とGoal.comのインタビューで語っている。
バルセロナの下部組織退団はUEコルネリャーの下部組織を経て、2006年にRCDエスパニョールの下部組織に入団した。2008-09シーズンはRCDエスパニョールBのメンバーとしてテルセーラ・ディビシオン（4部）で優勝し、セグンダ・ディビシオンB（3部）昇格を果たした。マウリシオ・ポチェッティーノ監督によってトップチームに招集され、2009年12月6日のラシン・サンタンデール戦でプリメーラ・ディビシオン（1部）デビューした。不振に喘いでいたファクンド・ロンカリアに代わってレギュラーに定着し、2009-10シーズンはリーグ戦22試合に出場した。ハビ・マルケスやディダク・ビラなど下部組織出身の同世代の選手たちの活躍もあり、11位でシーズンを終えた。2010-11シーズンは15試合に出場した。
2011年1月31日、イタリア・セリエAのSSCナポリに4年半契約で移籍した。移籍金は600万ユーロ（約6億7400万円）とヘスス・ダトロとのトレード。ただし、イタリアの水に馴染めずリーグ戦はわずか6試合の出場に終わった。
2011年8月30日、バレンシアCFと5年契約を結んだ。移籍金は800万ユーロ。9月10日のアトレティコ・マドリード戦でデビューし、12月22日のコパ・デル・レイラウンド32・カディスCF戦で初得点を挙げた。
2020年8月31日、レアル・ベティスと契約した。ベティスでは在籍3シーズンで公式戦通算68試合に出場し、2ゴール1アシストを記録。2022-23シーズン終了後に契約満了でクラブを退団した。
9月20日、プロデビューをしたRCDエスパニョールに1年契約で復帰した。

### 代表
2006年からスペインの世代別代表へ招集され始め、2011年6月にはデンマークで開催されたUEFA U-21欧州選手権2011に出場した。

## タイトル

### クラブ
RCDエスパニョールB
- テルセーラ・ディビシオン：1回 (2008-09)

レアル・ベティス
- コパ・デル・レイ : 1回 (2021-22)

### 代表
U-21スペイン代表
- UEFA U-21欧州選手権：1回 (2011)